# Pseudorhaphitoma severa
Pseudorhaphitoma severa é uma espécie de gastrópode do gênero Pseudorhaphitoma, pertencente a família Mangeliidae.